# 新袖ヶ浦線

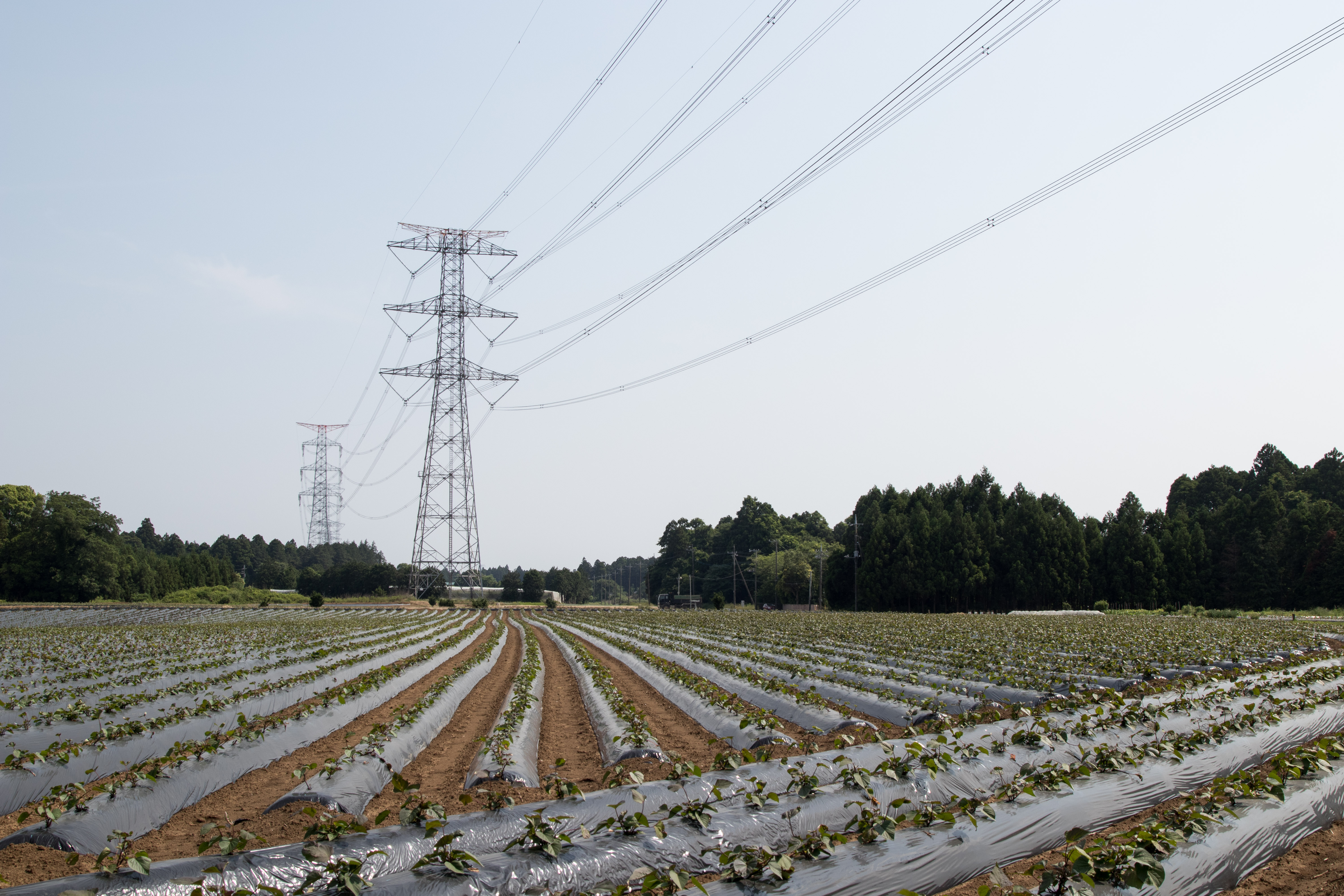
新袖ヶ浦線（千葉県香取市）

新袖ヶ浦線（しんそでがうらせん）とは、東京電力が建設した基幹系統の一つである。50万V送電線として設計・運転されている。袖ヶ浦火力発電所で発電した電力を送電し、首都圏を取り巻く大外輪線の東側に位置している。

## 概要
大外輪線網は袖ヶ浦火力発電所から東富士変電所（現：新富士変電所）までの約430kmに及び、当線はその一部である。
当線の基本調査は1970年2月に開始された。その後、基本ルート、電気設計、鉄塔基礎設計などを実施してきた。この過程で従来多く採用されていた27万5000V送電ではなく50万V送電を選択し、1972年3月には当時同様に計画中だった福島東幹線などと同時に、導体仕様を従来50万V送電で採用してきたACSR410mm24導体方式に代えてTACSR610mm24導体方式とし、送電容量を660万kWに倍増した。
また、従来50万V送電で採用されていた二段階昇圧方式（沿岸から10km程度内陸までは27万5000Vの送電区間を挟む案）は送電効率の問題から避けられ、1972年8月には、臨海直接昇圧とする旨を決定したことが明らかにされた。これに伴い、終点の新佐原開閉所（当時）に50万V-27万5000V、100万kVAの変圧器を設置して新佐原変電所に衣替えすることも決められた。1973年4月19日には通産省の認可を取得し、工事を着工。東京電力は工事管理事務所1ヶ所、地区工事事務所2ヶ所、他用地関係事務所等を配置した。
工事を請け負った業者は12社で、『電気新聞』には第一工区が関電工であることが明らかにされている。
1974年4月には建設工事も最終段階となり、連日社内検査を実施している状況であった。
上記の目的から、当線の運転開始は袖ヶ浦火力発電所1号機の建設と連動したものであった。
1974年4月末には関係者待望の50万V昇圧が実施され仮合格した。

## 新規採用技術
- 上述のように当線は同社として初の臨海直接昇圧方式を採用し、1974年1月の昇圧が予定された[1]。これに伴い、本線起点の袖ヶ浦火力発電所構内に建設された変電所も、塩害を避けるため世界初の屋内式変電所とされた。東京電力はこの変電所の建設の為、1972年10月関電工に予報発注を行った。機器据え付けにはアンカーボルト、天井、作業用照明等の制約を受けることとなり、クレーン車の移動は最小限とせざるを得ず、隣接機器との安全距離確保のため作業手順も複雑を極めたという[7]。
- 塩害対策の為、基本的には過絶縁方式が採られたが、一部がいし洗浄装置を備えたところもある[8]。
- 安全性向上のため鉄塔昇降機の本格採用した。東京電力は当線建設前に試作品を京葉試験線、新栃木東関東線において試用して実用性を確保したと判断し、当線にて本格採用に繋がっている[5]。
- 作業員の昇塔用に垂直ガイドレール、腕金移動用に水平ガイドレールが設置された[5]。

## 仕様
脚注の無い項目は『新電気』1979年7月号による。
- 区間
  - 自　袖ヶ浦火力発電所
  - 至　新佐原変電所
- 亘長：95.6km[5]
- 回線数：2
- 電線
  - TACSR810mm24導体
  - TACSR610mm24導体
- がいし[5]
  - 320mm耐アークボールソケット型懸垂がいし32-35連[10]。
  - 310mmがいし43-47連（耐張個所に使用[11]）。
- 鉄塔：223基（アングル鉄塔110基、鋼管鉄塔113基）[5]
- 鉄塔資材：約18,000t[5]
- 線幅：18m-20.5m[5]
- 地上高：一般部25m、道路横断部27m[5][12]

## 備考
運開後、袖ヶ浦火力発電所の南に富津火力発電所が建設され、その発生電力を連系するため富津火力線が当線に接続された。当初はそのまま接続されていたが、現在は新木更津変電所を介して富津火力からの電力と接続している。
福島第一原子力発電所事故後注目された発送電分離による新規参入事業者設備の連系に関しては、当線は2017年度（文書中平成29年度）以前には「10万kW以上の発電機を新規に連系する場合に制約が生じる可能性が高い設備」に該当するとされている。